# 清瀬一郎
清瀬 一郎（きよせ いちろう、1884年〈明治17年〉7月5日 - 1967年〈昭和42年〉6月27日）は大正、昭和時代の日本の弁護士、法学者、政治家。弁護士としては極東国際軍事裁判で東條英機の弁護人などを務め、また政治家としては文部大臣、衆議院議長を歴任。学位は法学博士。東京弁護士会会長。従二位勲一等旭日桐花大綬章。

## 来歴・人物
兵庫県飾磨郡夢前町（現・姫路市）出身。弁護士としては小作争議裁判や思想事件等の他、特許事件を多く手掛けて著作物も多く、工業所有権法（知的財産法）の分野においては実務・学問の両面において草分け的な存在であった。
政界入りしてからは普通選挙運動の推進や台湾議会設置運動への支援、治安維持法への反対などリベラルな政治家として知られてきた。しかし1930年代以降親軍派に転向し五・一五事件の裁判において、被告側の弁護人を務めた。
1945年の第二次世界大戦敗戦直後、この時点で依然日本国籍を有していた旧植民地出身者の参政権行使を恐れ、参政権を停止（実質剥奪）するよう主張した。清瀬の主張もあり、同年12月の衆議院議員選挙法改正により、参政権停止は実行された。
1946年1月、戦前の親軍転向を理由にGHQから公職追放された。極東国際軍事裁判では、日本側弁護団副団長と東條英機元首相の主任弁護人を務めたことでも知られる。
追放解除後も憲法改正を主張するなど典型的な戦前派の保守政治家と目されたが、清廉さを身上とするが故に政界復帰後はハト派の三木武夫と行動をともにした。衆議院議長に就任した際も「公平さを期するため」と党籍を離脱した。当時は議長・副議長の党籍離脱は慣例化しておらず、清瀬の党籍離脱は異例ともいえる。
文部大臣の在任時に、教育委員を公選制から任命制にした。それまで地方教育行政に関する制度の中核を定めていた旧・教育委員会法（昭和23年法律第170号）を廃止した上で1956年6月30日に「地方教育行政の組織及び運営に関する法律」の公布が行われた。教育委員会の設置関係規定の施行も同日に行われた。同年10月1日からは、その他の規定もあわせて施行されている。「地方教育行政の組織及び運営に関する法律」は、「新・教育委員会法」などと呼ばれることもある。旧・教育委員会法は、教育委員会の委員を住民による公選としていたが、この法律では、地方公共団体の首長が地方議会の同意を経て任命することに改められた。

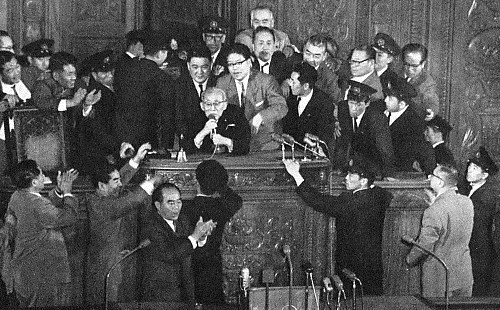
安保条約承認に際して会期延長を宣言する清瀬。

衆議院議長在任中の1960年6月19日から20日にかけて、衆議院本会議で日米安全保障条約（新安保条約）の採決が行われた。採決の前、日本社会党の議員や秘書団が清瀬を議長室に閉じ込めていたが、警官隊がこれを排除。清瀬は救出に来た金丸信に抱えられて議事堂に入るが、入場の際に扉に左足首（日経新聞の記事では右足首とされているが、産経新聞の写真で左足首にギプスを巻いているのが確認できる）をぶつけて骨折している。議長席についた清瀬はそのまま大混乱の中で会期延長を強行採決し、日付が変わった直後に条約批准案を可決させた。なんとか可決にこぎつけ疲労困憊の清瀬は、ソファに横たわりながら記者らの取材を受けた。
「黒い霧事件」など政界の汚職事件については、自民党綱紀粛正調査会会長に就任し調査、粛党答申をまとめ政界浄化を訴えた。
世界連邦運動の推進団体である世界連邦日本国会委員会の第5代会長であった。
1967年6月27日死去。享年83。衆議院議員選挙の当選回数は、通算14回。
後継者は秘書だった戸井田三郎、同じ選挙区の対立候補に同じ三木派の河本敏夫。

## 略歴
- 1901年：兵庫県立姫路中学校を卒業。
- 1905年：山口高等学校を卒業。

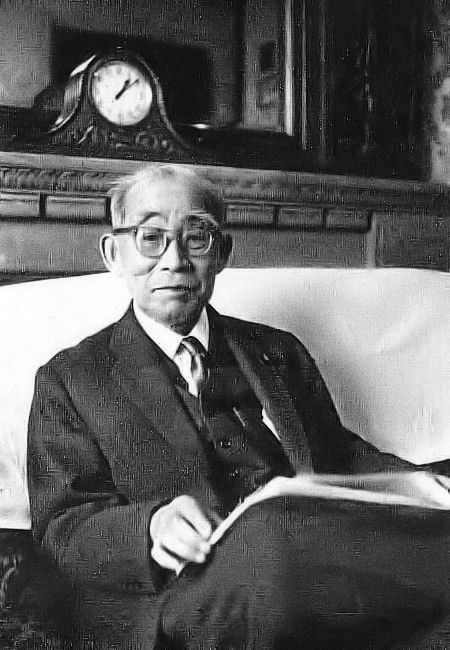
1961年頃

- 1908年：京都帝国大学法科大学独法科を首席で卒業。
- 1910年：弁護士を開業。その傍ら法政大学講師、関西大学教授を務め法学者としても活躍。
- 1920年：立憲国民党公認で総選挙に立候補し初当選。
- 1921年：法学博士号を取得。
- 1922年：革新倶楽部の結成に参加。
- 1923年：台湾議会設置請願運動により逮捕された被告の弁護人を務める。
- 1925年：治安維持法の制定に反対。立憲政友会との合同（政革合同）に参加せず、のちに革新党を結成。
- 1927年：衆議院副議長に就任。
- 1932年：立憲民政党を離党した安達謙蔵らと革新党が合同して国民同盟を結成、幹事長に就任。五・一五事件の被告側弁護人を務める。
- 1938年：法政大学教授に就任。
- 1940年：大政翼賛会総務、国民同盟、選挙改正審議会委員、法制審議会臨時委員に就任。
- 1946年：公職追放。追放期間中は弁護士として東京裁判で日本側弁護団副団長と東條英機の主任弁護人を務める。
- 1952年：追放解除に伴い改進党から政界に復帰。改進党幹事長、日本民主党政務調査会長を歴任。
- 1955年：第3次鳩山内閣に文部大臣として入閣。
- 1960年：衆議院議長に就任。

## 家族
- 父・清瀬一寿家（1862-） ‐ 兵庫県飾磨郡置塩村（現・姫路市夢前町杉之内）の平民。一郎はその長男。[5][6]
- 母・よと（1865-） ‐ 兵庫県平民・本郷養儒の娘[6]
- 妻・比那（1897-） ‐ 和歌山県士族・林龍太郎（弁護士）の長女[6]
- 長男・清瀬一輔（1920-） ‐ 学術選書会長[7]、蝦夷観光社長[8]
- 二男・法学者の清瀬信次郎
- 三男・言語学者の清瀬義三郎則府

## 所属政党
- 公職追放前：立憲国民党→革新倶楽部→革新党→国民同盟→翼賛議員同盟→翼賛政治会→大日本政治会→日本進歩党
- 公職追放解除後：改進党→日本民主党→自由民主党（三木派）

## 著書
- 『工業所有権概論』三書樓、1911年5月。NDLJP:796585。
- 『不当利得論』波多野重太郎、1912年5月。NDLJP:791721。
- 『発明特許制度ノ起源及発達』清瀬一郎、1915年9月。
  - 『発明特許制度ノ起源及発達』学術選書、1970年3月。
  - 『発明特許制度ノ起源及発達』学術選書、1997年2月。
- 『債権各論』巌松堂書店、1918年1月。
- 『特許法原理』中央書店、1922年10月。NDLJP:971304。
  - 『特許法原理』（復刻版）特許法原理覆刻刊行委員会、1985年6月。
- 『普選法大意』清瀬一郎事務所、1926年10月。NDLJP:919581。
- 『清瀬一郎政論集』人文会出版部、1926年12月。NDLJP:1018379。
- 『第五十二議会に於ける余の機密費事件演説』新使命社、1927年4月。NDLJP:1272105。
- 『新時代の雄弁法』 上篇、帝国教育会出版部〈現代生活叢書 第1期 第2輯〉、1929年5月。NDLJP:1035165。
- 『新時代の雄弁法』 下篇、帝国教育会出版部〈現代生活叢書 第1期 第15輯〉、1929年11月。NDLJP:1090706。
- 『政界革新の先決問題（選挙法の根本的改革）』大日本アジア会、1932年9月。NDLJP:1444995。
- 『造化の秘鍵 五・一五事件の弁論』日本講演通信社、1933年10月。
- 吉村千鶴編纂 編『人一代の法律』東京開成館、1934年11月。
- 『東亜省を設立せよ 附・国家総動員法案の成立を望む』研文社出版部、1938年2月。NDLJP:1456220。
- 『時代を搏つ』金星堂、1938年9月。NDLJP:1268062。
- 『有田外務大臣に与ふる公開状』清瀬一郎、1940年3月。NDLJP:1436897。
- 『浅間丸事件の処理と対英外交のからくり』清瀬一郎、1940年4月。NDLJP:1094395。
- 『拷問捜査 幸浦・二俣の怪事件』日本評論新社、1959年5月。
- 『秘録東京裁判』読売新聞社、1967年3月。
  - 『秘録東京裁判』（改訂版・解説長尾龍一）読売新聞社、1975年8月。
  - 『秘録東京裁判』（解説長尾龍一）中央公論社〈中公文庫〉、1986年7月。ISBN 9784122013421。
  - 『秘録東京裁判』（改版、解説長尾龍一）中央公論新社〈中公文庫〉、2002年7月。ISBN 9784122040625。

### 編・共編
- 『政治は生きている』東京潮文社、1959年11月。
- 中塚正信と共 編『日本海事判決先例全集』海陸運輸時報社、1917年7月。
  - 中塚正信と共 編『日本海事判決先例全集』（改版）海陸運輸時報社、1926年5月。

### 校閲
- 読売法廷記者共著『25被告の表情』東京潮文社、1948年4月。
  - 読売法廷記者共著『25被告の表情 東京裁判A級戦犯』（復刻版）諏訪書房、2008年7月。ISBN 9784903948232。

### 評伝
- 黒沢良『清瀬一郎　ある法曹政治家の生涯』駿河台出版社、1994年。第一部評伝、第二部資料篇

## 清瀬一郎役を演じた俳優

### テレビドラマ
- 宮口精二：『山河燃ゆ』（1984年、NHK大河ドラマ）

### 映画
- 佐々木孝丸：『大東亜戦争と国際裁判』（1959年、新東宝）
- 奥田瑛二：『プライド・運命の瞬間』（1998年、東映）